# دوروثي باتلر
دوروثي باتلر (بالإنجليزية: Dorothy Butler)‏ هي كاتبة للأطفال وكاتِبة نيوزيلندية، ولدت في 24 أبريل 1925 في أوكلاند في نيوزيلندا، وتوفيت في 20 سبتمبر 2015 في Aukland (surname) ‏.